# جيل مور
جيل مور هو كاتب أغاني ومغني كندي، ولد في 4 أكتوبر 1953 في تورونتو في كندا.

## وصلات خارجية
- الموقع الرسمي
- جيل مور على موقع IMDb (الإنجليزية)
- جيل مور على موقع ميوزك برينز (الإنجليزية)
- جيل مور على موقع ديسكوغز (الإنجليزية)